# Thành Thái
Thành Thái (chữ Hán: 成泰 14 tháng 3 năm 1879 – 20 tháng 3 năm 1954), tên khai sinh là Nguyễn Phúc Bửu Lân (阮福寶嶙), là vị hoàng đế thứ 10 của triều đại nhà Nguyễn, tại vị từ 1889 đến 1907.
Do chống Pháp nên ông, cùng với các vua Hàm Nghi và Duy Tân, là 3 vị vua yêu nước trong lịch sử Việt Nam thời Pháp thuộc bị đi đày tại ngoại quốc (bao gồm vua Hàm Nghi, ông và vua Duy Tân). Ông không có miếu hiệu.

## Thuở nhỏ
Thành Thái tên thật là Nguyễn Phúc Bửu Lân (阮福寶嶙), khi lên ngôi đổi thành Nguyễn Phúc Chiêu (阮福昭). Ông là con thứ 7 của vua Dục Đức và bà Phan Thị Điều, sinh ngày 22 tháng 2 năm Kỷ Mão tức 14 tháng 3 năm 1879 tại Huế. Ông là cháu nội của Thoại Thái vương Nguyễn Phúc Hồng Y và là chắt của vua Thiệu Trị.
Năm ông bốn tuổi, vua cha Dục Đức bị hai đại thần Tôn Thất Thuyết và Nguyễn Văn Tường phế truất và chết trong tù. Đến nǎm được chín tuổi, vì ông ngoại là Phan Đình Bình (làm quan Thượng thư bộ Hộ) bị vua Đồng Khánh bắt giam rồi bỏ cho chết vì mắng Đồng Khánh nịnh bợ và thân Pháp khi Đồng Khánh ra Quảng Bình dụ vua Hàm Nghi đầu hàng, nên Bửu Lân lại phải cùng mẹ Từ Minh lên kinh đô, chịu sự quản thúc, sống trong cảnh thiếu thốn.
Ngày 28 tháng 1 năm 1889, vua Đồng Khánh yểu bệnh qua đời ở tuổi 24. Khi đó con vua Đồng Khánh là Bửu Đảo mới 3 tuổi nên không nối ngôi được, triều đình Huế xin ý kiến của Tổng sứ Trung Bắc kỳ Pierre Paul Rheinart. Ở tòa Khâm sứ lúc này có ông Diệp Văn Cương đang làm thông ngôn. Diệp Vǎn Cương lấy cô ruột của Bửu Lân, và cũng có cảm tình thương hại vua Dục Đức (anh vợ), nên cố tìm cách cho cháu mình lên ngôi. Ông dịch cho Khâm sứ Rheinart nghe hoàn toàn khác với ý của Viện Cơ mật. Vì thế Bửu Lân được chọn lên ngai vàng. Khi phái đoàn của triều đình đến rước Bửu Lân lên ngôi, bà Từ Minh khóc van xin phái đoàn tha cho con. Bà nghĩ tới cảnh chồng mình là vua Dục Đức và thảm kịch bốn tháng ba vua trước đây nên khóc lóc, năn nỉ. Sau một hồi khuyên giải, Từ Minh mới chấp nhận để cho phái đoàn rước Bửu Lân về Tử Cấm thành.

## Cai trị

### Lên ngôi

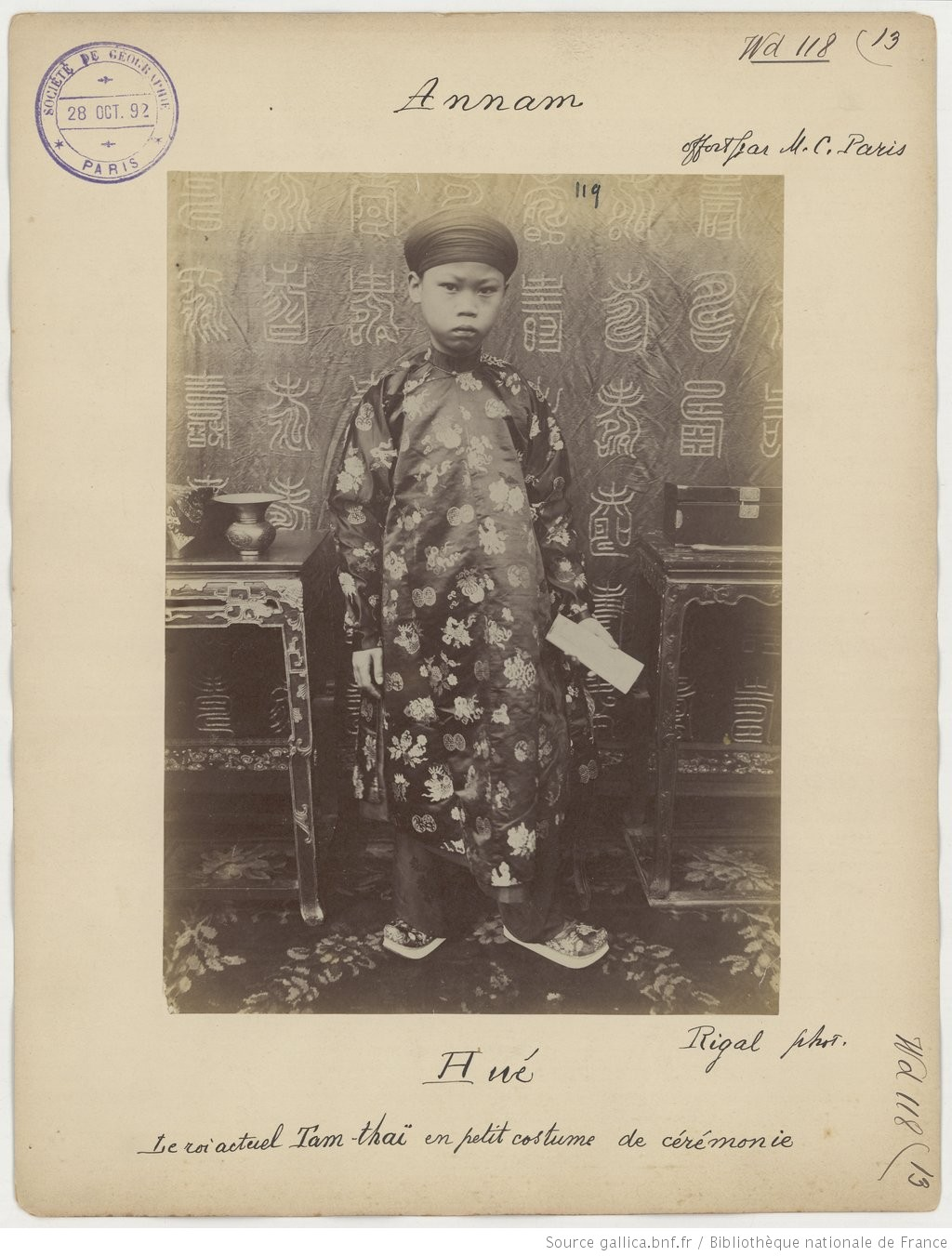
Ảnh chụp vua Thành Thái năm 1892, thuộc bộ sưu tập của Loan de Fontbrune

Ngày 2 tháng 2 năm 1889, Bửu Lân lên ngôi tại điện Thái Hòa lấy hiệu là Thành Thái. Khi đó Bửu Lân mới 10 tuổi. Triều Thành Thái khác các triều trước ở chỗ lễ đǎng quang không có Truyền quốc bảo tỷ ấn ngọc. Lúc trước, khi rời khỏi Kinh thành Huế, vua Hàm Nghi đã mang theo và đánh mất tại tỉnh Quảng Bình. Cho nên lúc tại vị vua Đồng Khánh đã phải dùng một ấn ngọc khác. Ngoài ra, di chiếu cũng không có. Vua Dục Đức hay vua Đồng Khánh không truyền ngôi lại cho vua Thành Thái. Không ấn ngọc, không di chiếu, nhưng lại có một toán lính Pháp bồng súng đóng ở bên trong cửa Ngọ Môn.
Thành Thái là một ông vua trẻ có nhiều tính cách đặc biệt. Những ngày đầu tiên, tuy đã là vua nhưng vì còn bé nên ông vẫn thích chơi bời, nghịch ngợm. Một số quan phụ chính giúp đỡ như Tuy Lý vương, Nguyễn Trọng, Trương Quang Đản, thường có lời can ngǎn ông, nhưng không được ông nghe lời. Các bà hậu ở Lưỡng cung rất lo cho Thành Thái, đã bắt ông ra ở đảo Bồng Dinh trên hồ Tịnh Tâm và quản thúc ông rất nghiêm ngặt, để đưa vào khuôn phép. Một thời gian sau, ông mới trở về Đại Nội.
Thành Thái được đánh giá là người cầu tiến, yêu nước và chống Pháp. Khác với những vị vua trước đây, ông học chữ Nho, học tiếng Pháp và cũng cho cả con cái của mình cùng theo học chữ Pháp. Không nói ra, nhưng rõ ràng ý định của ông là học chữ Pháp để có thể giao tiếp với những người này với tinh thần chống Pháp. Ông còn cắt tóc ngắn, mặc âu phục, học cả lái ca nô, xe hơi, làm quen với vǎn minh phương Tây. Là vị vua gần gũi với dân chúng, ông thường xuyên đi vi hành. Thành Thái cũng cho phép hoàng phi bị cấm cung đi cùng với mình bằng xe. Và lần đầu tiên "dân chúng quên cả nhìn mặt vua, lúc này không bị tội phạm tất". Dân gian lúc này có một câu ca dao nói về sự vi hành của vua Thành Thái:
Kim Long có gái mỹ miều,
Trẫm thương, Trẫm nhớ, Trẫm liều, Trẫm đi
Ông để ý đến cả các loại vũ khí, đã giao cho họa sĩ Lê Vǎn Miến (tốt nghiệp Trường Mỹ thuật Paris) vẽ cho ông các khẩu súng Pháp. Vua Thành Thái rất thích đọc những tân thư chữ Hán của Trung Quốc và Nhật Bản. Nhờ đó vua có tinh thần tự cường dân tộc và đầu óc cải cách. Thành Thái làm thơ không nhiều, nhưng có những bài xuất sắc. Ông cũng ham vǎn nghệ, đánh trống tuồng khá thành thạo, có khi lên đóng một vài vai tuồng ở Duyệt Thị Đường. Có thể nói Thành Thái là người có hiểu biết khá toàn diện.

### Tinh thần chống Pháp

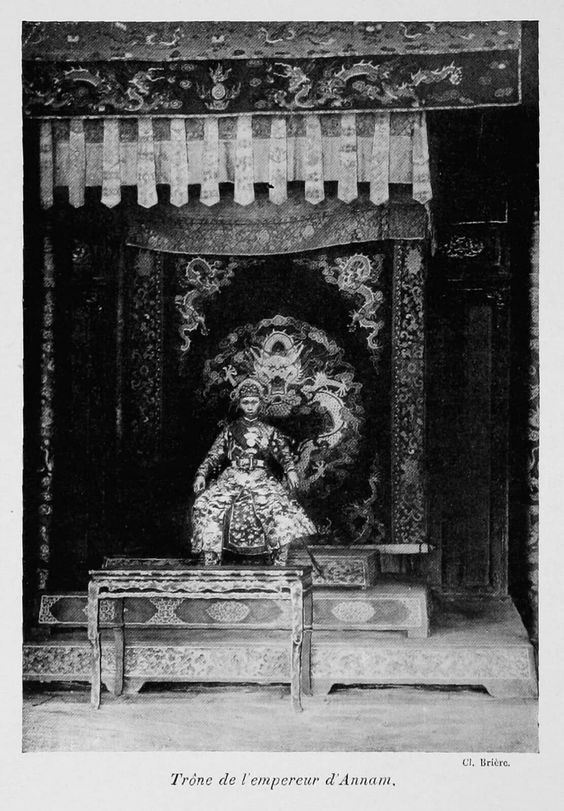
Vua Thành Thái trên ngai vàng

Thành Thái dần dần bộc lộ tinh thần dân tộc rất cao. Ông khinh ghét những bọn quan lại xu phụ. Một viên quan lớn là Nguyễn Thân đã tiến con gái đến cho vua (là đệ nhất giai phi của Thành Thái) song cũng không được ông trân trọng. Có lần, cầu Long Biên ở Hà Nội được lấy tên Toàn quyền Pháp Doumer, xây dựng xong, Hoàng Cao Khải đưa ra một danh sách xin nhà vua ban thưởng cho những người có công, nhà vua đã cười nhạt mà trả lời: "Ta có biết mặt mũi những đứa nào đâu". Những người Pháp thường xuyên gần gũi không được ông trọng thị lắm vì vậy họ thường có thành kiến với ông. Có những tài liệu nói là nhà vua đã toan bí mật sang Trung Quốc, nhưng mới đi đến Thanh Hóa đã bị người Pháp ngǎn chặn. Lại có ý kiến cho rằng ông đã đồng tình giúp đỡ tạo điều kiện cho Cường Để xuất dương theo Phan Bội Châu sang Nhật.
Dưới triều Thành Thái tuy vẫn còn có những cuộc vận động chống Pháp, nhưng nhìn chung Việt Nam cũng đã đi vào ổn định, nên đã có nhiều công trình mới được xây dựng. Nhất là ở kinh đô Huế, các bệnh viện, trường Quốc học, chợ Đông Ba, cầu Tràng Tiền... đều được xây dựng vào thời kỳ này. Như trường hợp trường Quốc học Huế năm 1896, chính nhà vua đã gợi ý vấn đề thành lập với Thượng thư Ngô Đình Khả. Chính quyền thực dân Pháp phải đồng ý cho tiến hành những công trình đó.
Vua Thành Thái còn bí mật lập các đội nữ binh để che mắt Pháp. Một số tài liệu ghi rằng vua đã chiêu nạp được 4 đội, mỗi đội 50 người, đội trước huấn luyện xong thì trở về gia đình và nạp đội mới, khi có thời cơ sẽ cùng nổi dậy chống Pháp. Nhưng sự việc cuối cùng bị lộ khi Thượng thư bộ Lại Trương Như Cương và Cơ mật viện báo cho Khâm sứ Pháp Levécque.

## Bị ép thoái vị
Trước các ý tưởng cấp tiến của Thành Thái, người Pháp lo ngại tìm cách ngăn trở. Để che mắt, Thành Thái giả hành động như một người mất trí. Khi các bản vẽ vũ khí của ông bị phát hiện, Thành Thái giả điên, cào cấu các bà cung phi và xé nát các bản vẽ. Lợi dụng cơ hội này, người Pháp vu cho ông bị điên, ép ông thoái vị, nhường ngôi cho con vì lý do sức khỏe. Khâm sứ Pháp còn nói thẳng là đã biết ông có ý đồ chống Pháp, nên không để ông ở ngôi được. Còn nếu Thành Thái muốn tại vị thì ông phải ký vào một tờ giấy tạ tội, tuyên bố với quốc dân là có âm mưu chống lại nước Pháp, nay phải thành thực hồi tâm. Nhưng ông đã ném tờ tuyên cáo thảo sẵn ấy xuống đất, từ chối.
Ngày 29 tháng 7 năm 1907, nhân dịp Thành Thái không phê chuẩn việc bổ nhiệm một số quan lại đã được Khâm sứ Lévêque và Hội đồng Thượng thư thỏa thuận, Lévêque đã tuyên bố truất quyền và quản thúc Thành Thái trong Đại Nội. Một Hội đồng Phụ chính do Trương Như Cương cầm đầu được thành lập.
Ngày 3 tháng 9 năm 1907, triều thần theo lệnh của Pháp vào điện Càn Thành dâng vua dự thảo chiếu thoái vị, có chữ ký của các đại thần (trừ Ngô Đình Khả), với lý do sức khoẻ không bảo đảm, xin tự nguyện thoái vị. Xem xong bản dự thảo, Thành Thái chỉ cười nhạt, ghi hai chữ "phê chuẩn" rồi quay lưng đi vào.

## Lưu đày

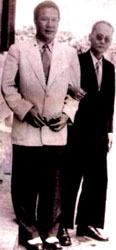
Ảnh phục dựng Bảo Đại và Thành Thái ở Đà Lạt năm 1951.

Ngày 12 tháng 9 năm 1907, Chính phủ Bảo hộ đưa Thành Thái ngự vào Sài Gòn, xin bàn định cách xưng hô. Phủ Phụ chính tâu nói bản triều không có lệ ấy, duy vua các triều trước nhường ngôi đều được tôn là Thái thượng hoàng, đích mẫu là Hoàng thái hậu, sinh mẫu là Hoàng thái phi. Nay hoàng thượng lên ngôi, cứ 
nói là lúc đầu chưa kịp bàn bạc về lễ. Sài Gòn là nhượng địa do nước Pháp quản hạt, việc xưng hô tùy theo tục nước Pháp. Tới như ở Trung Bắc hai kỳ phàm nếu phải viết tới và xưng hô đều tuân theo chiếu tấn tôn gọi là :Hoàng phụ, Hoàng đích mẫu, Hoàng sinh mẫu, chờ về sau sẽ bàn nghĩ thi hành.. Thành Thái bị đưa đi quản thúc ở Bạch Dinh, Cap Saint Jacques (Vũng Tàu ngày nay). Đến nǎm 1916 ông bị đày ra đảo Réunion cùng với con trai là vua Duy Tân.
Ông cùng gia đình thuê một căn nhà ở thành phố Saint Denis tại đảo Réunion. Thành Thái và Hoàng phi Chí Lạc dạy các con tiếng Việt và cả những nhạc cụ dân tộc như đàn cò, sáo... Ông tự phân công cho tất cả những người con từ nhỏ đến lớn đảm nhận công việc trong gia đình. Các công chúa phụ mẹ việc bếp núc, làm vườn. Các hoàng tử, người thì làm cận vệ cho Thành Thái, người đảm nhận lo phần trầu cau, điểm tâm sáng, người phụ dọn dẹp nhà cửa...
Khác với vua Hàm Nghi khi bị đày ở Algerie trước đó, cuộc sống của cha con cựu hoàng Thành Thái khá chật vật. Già cả ốm đau, con cái nheo nhóc, ông hoàng Bửu Lân nhiều lần bị chủ nhà đòi tiền thuê nhà, chủ nợ đòi nợ. Năm 1925, vua Khải Định biết tình cảnh ông, đã trích ngân sách gửi sang cho ông 1.000 đồng, rồi sau thỉnh thoảng lại cho tiền. Sau khi Khải Định mất, không còn khoản tiền đó nữa, nên ngày 21 tháng 9 năm 1935, Bửu Lân phải viết thư gửi vua Bảo Đại xin nhà nước Bảo hộ Pháp cho một khoản tiền để mua nhà, "hễ hết đời" ông thì nhà nước sẽ thu lại.
Đầu tháng 5 năm 1947 (sau khi vua Duy Tân mất), nhờ sự vận động của con gái và con rể của ông, vợ chồng luật sư Vương Quang Nhường, cựu hoàng Thành Thái mới được cho về Việt Nam. Ông cùng gia đình sống ở Villa Anna tại Cap Saint Jacques (Vũng Tàu ngày nay).
Tháng 3 năm 1953, ông được phép về Huế thăm lăng tẩm cha mẹ.
Ông mất ngày 20 tháng 3 năm 1954 tại Sài Gòn và được an táng tại khuôn viên thành An Lăng (lăng Dục Đức) tại xã An Cựu, huyện Hương Thủy, tỉnh Thừa Thiên, hưởng thọ 75 tuổi.

## Vinh danh
Ông được đặt tên cho một con đường nối dài ở quận 10, Thành phố Hồ Chí Minh và nhiều đường phố, địa danh khác trên khắp cả nước.

## Gia quyến
- Cha: Cung Tông Huệ Hoàng đế Dục Đức Nguyễn Phúc Ưng Chân.
- Mẹ: Từ Minh Huệ Hoàng hậu Phan Thị Điều.

### Hậu phi
| Phong hiệu                                                    | Tên                | Cha                                      | Ghi chú |
| ------------------------------------------------------------- | ------------------ | ---------------------------------------- | --- |
| Mậu tần (懋嬪) Hoàng quý phi (皇貴妃) Hoàng đích mẫu (皇嫡母) | Nguyễn Gia Thị Anh | Vũ Hiển điện Đại học sĩ Nguyễn Thân      | Năm 1893, bà nhập cung sơ phong Mậu tần bậc Tam giai. Năm 1897, được tấn phong làm Hoàng quý phi. Năm 1907, Duy Tân đăng cơ, bà được tôn làm Hoàng đích mẫu. |
| Tài nhân (才人) Hoàng sinh mẫu (皇生母)                       | Nguyễn Thị Định    | Nguyễn Văn Phương                        | Người Bình Định. Nhập cung sơ phong Tài nhân. Năm 1900, bà hạ sinh Duy Tân, vài năm sau lại sinh tiếp hoàng nữ Lương Nhàn. Năm 1907, Duy Tân đăng cơ, bà được tôn làm Hoàng sinh mẫu. Những năm bị lưu đày, bà sinh thêm một hoàng tử, là Vĩnh Hòe.                        |
| Nhất giai Huyền phi (一階玄妃)                                | Nguyễn Hữu Thị Nga | Vĩnh Quốc công Nguyễn Hữu Độ             | Bà là em gái khác mẹ với Thánh Cung Nguyễn Hữu Thị Nhàn (chính thất của Đồng Khánh). Bà sinh hoàng tử Vĩnh Giác và hoàng nữ Lương Khanh. Tình sử của bà với Thành Thái được lưu truyền qua 2 câu thơ: "Kim Long có gái mỹ miều – Trẫm thương trẫm quý, trẫm liều trẫm đi". |
| Khoan phi (寬妃)                                              | Hồ Thị Phương      |                                          | Sinh hoàng tử Vĩnh Kha và hoàng nữ Lương Linh (mệ Sen). Táng ở lăng Dục Đức. |
| Tiết phi                                                      | Đoàn Thị Châu      |                                          | Sinh hoàng tử Vĩnh Vũ. |
| Dịch tần                                                      | Trương thị         |                                          | |
| Tiệp dư                                                       | Dương thị          |                                          | |
| Mỹ nhân                                                       | Nguyễn Thị Kiều    |                                          | Người làng Dạ Lê, huyện Hương Thủy, tỉnh Thừa Thiên. Sinh hoàng nữ Nguyễn Phúc Lương Trinh. Năm 1915, Thành Thái bị lưu đày, bà xuất gia ở chùa Tường Văn. |
| Tài nhân                                                      | Nguyễn thị         |                                          | Nguyên là Thịnh tần, tính ghen tuông, đố kỵ gây chuyện đánh Tiệp dư Dương thị, bị giáng làm Tài nhân. |
| Tài nhân                                                      | Giai Triệu         | Bố trạch Quảng Bình Nguyễn Phúc Hồng Xúy | Tên thật là Công tôn nữ Thị Nhàn, chị ruột của thứ phi Chí Lạc, vai cô của Thành Thái. |
| Tài nhân                                                      | Chí Lạc            | Bố trạch Quảng Bình Nguyễn Phúc Hồng Xúy | Tên thật là Công tôn nữ Thị Mừng, vai cô của Thành Thái. Để giấu vụ này, hoàng tộc đã đổi họ cho hai bà sang họ Hồ, sau này lại cải thành họ Nguyễn Công. |
| Tài nhân                                                      | Dương Thị Ngọt     | Bố chính Khánh Hòa Dương Quang Xứng      | Người huyện Hải Lăng, tỉnh Quảng Trị. Do một lần nói vua cắt tóc ngắn nhìn giống kẻ cướp làm vua tức giận, bị ban chết. |

### Hậu duệ
Vua Thành Thái có rất nhiều con nhưng chưa được khảo sát đầy đủ. Tên các hoàng tử và công chúa do các tài liệu ghi lại còn nhiều mâu thuẫn. Danh sách dưới đây chủ yếu dựa  theo tài liệu xuất bản năm 1995, trừ phi được chú thích thêm.

#### Con trai
1. Nguyễn Phúc Vĩnh Hy (1895 – 4 tháng 10 năm 1966)[6]
2. Nguyễn Phúc Vĩnh Diệm (阮福永琰) (24 tháng 12 năm 1895 - 27 tháng 12 năm 1895).
3. Nguyễn Phúc Vĩnh Linh (阮福永玲) (8 tháng 3 năm 1897 - 12 tháng 3 năm 1897).
4. Nguyễn Phúc Vĩnh Trân (阮福永珍) (1897 - 15 tháng 5 năm 1973).
5. Nguyễn Phúc Vĩnh Uyển (阮福永琬) (21 tháng 7 năm 1899 - 24 tháng 7 năm 1899).
6. Nguyễn Phúc Vĩnh San (阮福永珊)  , tức Hoàng đế Duy Tân, con của Tài nhân Nguyễn Thị Định.
7. Nguyễn Phúc Vĩnh Ngoạn (阮福永玩).
8. Nguyễn Phúc Vĩnh Kỳ (阮福永琪).
9. Nguyễn Phúc Vĩnh Chương (阮福永璋) (1907 - 1948)
10. Nguyễn Phúc Vĩnh Sâm (hoặc Thâm) (阮福永琛).
11. Nguyễn Phúc Vĩnh Khuê (阮福永珪).
12. Nguyễn Phúc Vĩnh Giác (阮福永玨), con của Huyền phi Nguyễn Hữu Thị Nga.
13. Nguyễn Phúc Vĩnh Kha (阮福永珂), con bà Khoan phi.
14. Nguyễn Phúc Vĩnh Vũ (阮福永瑀), con bà Tiết phi.
15. Nguyễn Phúc Vĩnh Ngọc (阮福永玉) (28 tháng 7 năm 1906 - 31 tháng 1 năm 1909).
16. Nguyễn Phúc Vĩnh Tiến.
17. Nguyễn Phúc Vĩnh Lưu (阮福永琉) (1907 - 1948), con của hoàng phi Chí Lạc.
18. Nguyễn Phúc Vĩnh Quỳnh (阮福永瓊) (1915), chết non, con của hoàng phi Chí Lạc.
19. Nguyễn Phúc Vĩnh Khôi (阮福永瑰) (1919 - 1969), con của hoàng phi Chí Lạc, sinh ở Réunion.
20. Nguyễn Phúc Vĩnh Giu (1922 - 2007), con của hoàng phi Chí Lạc
21. Nguyễn Phúc Vĩnh Giêu (1924 - 2014), con bà Giai Triệu, sinh ở Réunion.
22. Nguyễn Phúc Vĩnh Hòe, con của Tài nhân Nguyễn Thị Định.
23. Nguyễn Phúc Vĩnh Cầu (1924 - ?), con của hoàng phi Chí Lạc, sinh ở Réunion.

#### Con gái
1. Nguyễn Phúc Lương Trinh, con bà Kiều.
2. Nguyễn Phúc Lương Kiều.
3. Nguyễn Phúc Lương Yên.
4. Nguyễn Phúc Lương Xuân.
5. Nguyễn Phúc Lương Huyên (1899-1977)

1. Nguyễn Phúc Lương Viện.
2. Nguyễn Phúc Lương Diệu.
3. Nguyễn Phúc Lương Khanh, con của Huyền phi Nguyễn Hữu Thị Nga.
4. Nguyễn Phúc Lương Ngoạn.
5. Nguyễn Phúc Lương Diên, lấy Lê Quang Thiết (chú ruột của bà Phi Ánh, thứ phi của Bảo Đại).
6. Nguyễn Phúc Lương Nghiên.
7. Nguyễn Phúc Lương Huyền.
8. Nguyễn Phúc Lương Nhiêu.
9. Nguyễn Phúc Lương Hân.
10. Nguyễn Phúc Lương Tường.
11. Nguyễn Phúc Lương Chuyên.
12. Nguyễn Phúc Lương Nhàn, con của Tài nhân Nguyễn Thị Định, em ruột Duy Tân. Lấy Luật sư Vương Quang Nhường.
13. Nguyễn Phúc Lương Tĩnh.
14. Nguyễn Phúc Lương Linh, tức "mệ Sen", con bà Khoan phi.
15. Nguyễn Phúc Lương Mỹ, con của hoàng phi Chí Lạc.
16. Nguyễn Phúc Lương Cát.
17. Nguyễn Phúc Lương Hảo, con của hoàng phi Chí Lạc.
18. Nguyễn Phúc Lương Hy.
19. Nguyễn Phúc Lương Thâm, con của hoàng phi Chí Lạc.
20. Nguyễn Phúc Lương Hoàn.
21. Nguyễn Phúc Lương Cầm, con của hoàng phi Chí Lạc.